# Roque Gonzales
Roque Gonzales, amtlich portugiesisch Município de Roque Gonzales, ist eine brasilianische Kleinstadt im Nordwesten des Bundesstaats Rio Grande do Sul. Die Bevölkerung wurde zum 1. Juli 2019 auf 6847 Einwohner geschätzt, die auf einer Gemeindefläche von rund 349 km² leben und Roque-Gonzalenser  (roque-gonzalenses) genannt werden. Benannt ist der Ort nach dem heiliggesprochenen Roque González de Santa Cruz. Die Entfernung zur Hauptstadt Porto Alegre beträgt 547 km.
Roque Gonzales grenzt an den Río Uruguay und damit an Argentinien und an die Orte Porto Xavier, São Paulo das Missões, São Pedro do Butiá, Rolador, São Luiz Gonzaga, Dezesseis de Novembro und Pirapó.
Ursprüngliche Bewohner waren Mbyá-Guaraní, die im 17. und 18. Jahrhundert unter den Einfluss der Jesuiten gerieten. In der ersten Hälfte des 20. Jahrhunderts zogen viele Deutschbrasilianer aus den „Altkolonien“ in dieses Gebiet, Riograndenser Hunsrückisch und Ostpommersch sprechen heute noch einige Ältere. Außerdem spricht man Polnisch und Talian. Der Großteil der Bewohner hat portugiesische Ursprünge und pflegt die Gaúcho-Kultur.
Der Ort wurde 1965 eigenständig.
Attraktionen in der Umgebung sind die Ufer des Rio Ijuí und der Salto Pirapó. Das Biom ist Mata Atlântica und Pampa.
Bekanntester Bewohner ist der Schriftsteller Nelson Hoffmann.

## Namensherkunft
Die Gemeinde ist nach dem Jesuitenmissionar Roque González de Santa Cruz benannt.

## Söhne und Töchter der Stadt
- Nelson Hoffmann (* 1939), Schriftsteller, ehemaliger Anwalt und Lehrer
- Renê Weber (1961–2020), Fußballspieler und -trainer
- Andressa Cavalari Machry (* 1995), Fußballspielerin